# Compsomelissa borneri
Compsomelissa borneri är en biart som beskrevs av Johann Dietrich Alfken 1924. Compsomelissa borneri ingår i släktet Compsomelissa och familjen långtungebin. Inga underarter finns listade i Catalogue of Life.